# The Audacious Mr. Squire
The Audacious Mr. Squire é um filme de comédia mudo produzido no Reino Unido e lançado em 1923.